# Eden (Everything but the Girl)
Eden è il primo album in studio del gruppo musicale britannico Everything but the Girl, pubblicato nel 1984.

## Tracce
1. Each and Every One – 2:48
2. Bittersweet – 2:50
3. Tender Blue – 3:05
4. Another Bridge – 2:13
5. The Spice of Life – 3:30
6. The Dustbowl – 1:39
7. Crabwalk – 2:02
8. Even So – 3:24
9. Frost and Fire – 2:31
10. Fascination – 3:06
11. I Must Confess – 3:20
12. Soft Touch – 3:12

## Formazione
- Tracey Thorn – voce, chitarra acustica
- Ben Watt – chitarre, voce, organo Hammond, piano, arrangiamento corni
- Simon Booth – chitarra
- Bosco De Oliveira – percussioni
- Charles Hayward – batteria
- Chucho Merchán – contrabbasso
- Dick Pearce – flicorno
- Nigel Nash – sassofono
- Pete King – sassofono